# 戸平和夫
戸平 和夫（とひら かずお）は、元日本赤軍のメンバー。兵庫県神戸市出身。

## 人物
高校時代に共産主義者同盟赤軍派に参加。1975年3月に西川純とともに旅券法違反でスウェーデンで逮捕され、日本に強制送還される。7月に、クアラルンプール事件で超法規的措置で釈放・出国。その後、国際手配される。
1997年2月15日、レバノンで身分を偽って潜伏していたとしてレバノン当局に身柄を拘束される。その後、旅券偽造と不法入国で禁錮3年の判決を受けた。
2000年、レバノンでの刑期満了後に国外退去処分を受け、日本に強制送還され逮捕される。旅券法違反で2002年9月に懲役2年6ヶ月の実刑判決が確定した。
2003年5月、満期出所。

## その他
戸平が所持していた偽造パスポートの原本は、北朝鮮による日本人拉致問題によって拉致された石岡亨のものである。